# 작살나무
작살나무(Callicarpa japonica)는 꿀풀과의 갈잎 떨기나무이다. 한국·일본·중국 등지에 분포한다.

## 생태
높이는 2~3 미터이다. 잎은 마주나기하며 타원형 또는 긴 타원형이고 길이 6~12 센티미터로, 양쪽 끝은 뾰족하고 가장자리에 톱니가 있으며 뒷면에는 연한 황색의 샘점이 있다. 6~7월에 잎의 기부 또는 조금 위에 취산꽃차례를 이루어 연한 자주빛의 작은 꽃을 여러 개 피운다. 꽃부리는 넷으로 갈라지고 수술과 암술은 꽃부리에서 밖으로 솟아난다. 열매는 작은 구(球) 모양이고, 10~11월에 자주빛으로 익는다. 보통 산이나 들에서 자란다.

## 변종
- 흰작살나무(Callicarpa japonica var. leucocarpa Nakai) : 열매가 흰색이다.
- 왕작살나무(Callicarpa * japonica var. luxurians Rehder) : 는 잎과 꽃차례가 크고 해안 근방에 자란다.
- 민작살나무(Callicarpa japonica var. glabra Nakai)
- 송금나무(Callicarpa japonica var. taquetii (L.f.) Nakai)

## 쓰임새
정원수나 꽃꽂이에 이용하고 줄기는 연장의 자루나 지팡이·젓가락 등으로 사용한다.

## 갤러리

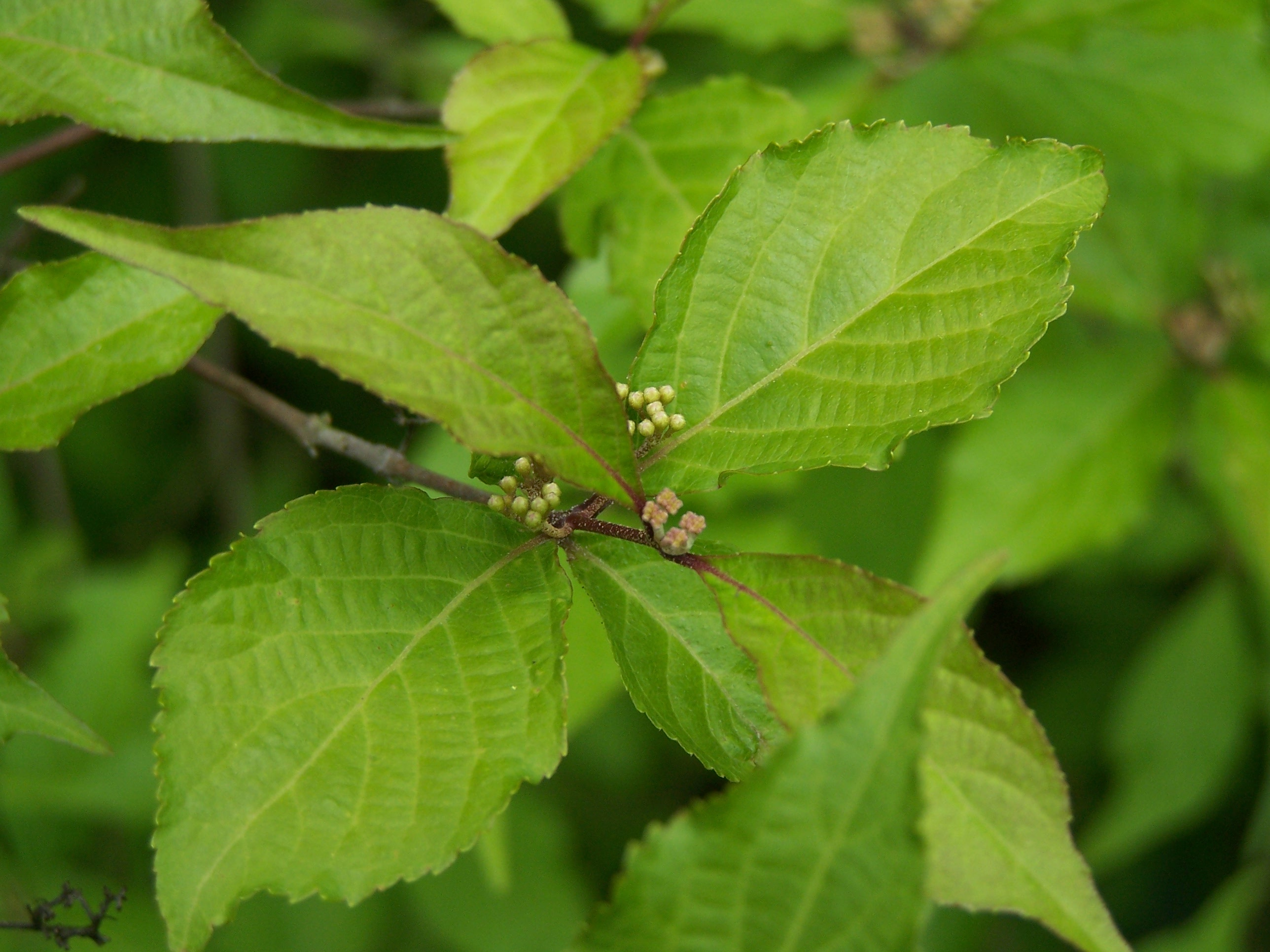
잎. 좀작살나무와 달리 가장자리에 톱니가 잎 전체에 있다.

## 같이 보기
- 새비나무

## 참고 문헌
- 이 문서에는 다음커뮤니케이션(현 카카오)에서 GFDL 또는 CC-SA 라이선스로 배포한 글로벌 세계대백과사전의 내용을 기초로 작성된 글이 포함되어 있습니다.